# 조빛나
조빛나는 대한민국의 KBS 기자이다.

## 학력
- 고려대학교 서어서문학과

## 경력
- 2002년 ~ 2003년: 한국경제TV기자
- 2004년: KBS 공채 30기 기자 (경제부.정치외교부.탐사제작부)
- 2022년: KBS 모스크바 특파원
- 2024년: KBS 베를린 특파원

## 진행 프로그램
- KBS 8 아침 뉴스타임
- KBS 8 뉴스타임 영남권뉴스 앵커

## 수상
- 2011년: 제8회 올해의 여기자상 취재부문
- 2015년: 선진교통안전대상 대통령표창